# Sommer-Paralympics 2016/Teilnehmer (Türkei)
| stlisierte Goldmedaille | stlisierte Silbermedaille | stlisierte Bronzemedaille |
| ----------------------- | ------------------------- | ------------------------- |
| 3                       | 1                         | 5                         |

Die Türkei entsandte 33 Athletinnen und 46 Athleten zu den Paralympischen Sommerspielen 2016 in Rio de Janeiro,  die in 15 Sportarten antraten. Fahnenträgerin für die Türkei bei der Eröffnungsfeier war die Judoka Mesme Tasbag.

## Medaillen

### Medaillenspiegel
| Rang   | Sportart       | Gold | Silber | Bronze | Gesamt |
| ------ | -------------- | ---- | ------ | ------ | ------ |
| 1      | Tischtennis    | 1    | 1      | 1      | 3      |
| 2      | Goalball       | 1    | 0      | 0      | 1      |
| 2      | Powerlifting   | 1    | 0      | 0      | 1      |
| 4      | Judo           | 0    | 0      | 2      | 2      |
| 5      | Leichtathletik | 0    | 0      | 1      | 1      |
| 5      | Schießen       | 0    | 0      | 1      | 1      |
| Gesamt | Gesamt         | 3    | 1      | 5      | 9      |

## Teilnehmer nach Sportart

### Bogenschießen
| Athleten                      | Wettbewerb    | Qualifikation | Qualifikation | 1. Runde    | 1. Runde | Achtelfinale    | Achtelfinale  | Viertelfinale | Viertelfinale | Halbfinale          | Halbfinale    | Finale        | Finale        | Rang |
| Athleten                      | Wettbewerb    | Ringe         | Rang          | Gegner      | Ergebnis | Gegner          | Ergebnis      | Gegner        | Ergebnis      | Gegner              | Ergebnis      | Gegner        | Ergebnis      | Rang |
| ----------------------------- | ------------- | ------------- | ------------- | ----------- | -------- | --------------- | ------------- | ------------- | ------------- | ------------------- | ------------- | ------------- | ------------- | ---- |
| Männer                        |               |               |               |             |          |                 |               |               |               |                     |               |               |               |      |
| Bülent Korkmaz                | Compound Open | 687           | 1             | —           | —        | E. Aydan        | 137*-137      | J. Milne      | 138:139       | ausgeschieden       | ausgeschieden | ausgeschieden | ausgeschieden | 5    |
| Erdogan Aydan                 | Compound Open | 663           | 17            | Cao H.      | 143:142  | B. Korkmaz      | 137-137*      | ausgeschieden | ausgeschieden | ausgeschieden       | ausgeschieden | ausgeschieden | ausgeschieden | 9    |
| Ömer Aşık                     | W1            | 648           | 1             | —           | —        | —               | —             | U. Herter     | 124:130       | ausgeschieden       | ausgeschieden | ausgeschieden | ausgeschieden | 5    |
| Naci Yenier                   | W1            | 637           | 4             | —           | —        | F. Azzolini     | 138:131       | J. Walker     | 128:131       | ausgeschieden       | ausgeschieden | ausgeschieden | ausgeschieden | 5    |
| Sadik Savas                   | Recurve Open  | 545           | 31            | H. Netsiri  | 2:6      | ausgeschieden   | ausgeschieden | ausgeschieden | ausgeschieden | ausgeschieden       | ausgeschieden | ausgeschieden | ausgeschieden | 17   |
| Frauen                        |               |               |               |             |          |                 |               |               |               |                     |               |               |               |      |
| Handan Biroglu                | Compound Open | 648           | 8             | —           | —        | K. Markitantova | 139:137       | Zhou J.       | 132:144       | ausgeschieden       | ausgeschieden | ausgeschieden | ausgeschieden | 5    |
| Merve Nur Eroglu              | Recurve Open  | 603           | 9             | M. Kohansal | 2:6      | ausgeschieden   | ausgeschieden | ausgeschieden | ausgeschieden | ausgeschieden       | ausgeschieden | ausgeschieden | ausgeschieden | 17   |
| Zehra Ozbey Torun             | Recurve Open  | 582           | 14            | M. Sidkova  | 6:4      | Ye J.           | 6:2           | Lee H.-s.     | 3:7           | ausgeschieden       | ausgeschieden | ausgeschieden | ausgeschieden | 5    |
| Mixed                         |               |               |               |             |          |                 |               |               |               |                     |               |               |               |      |
| Bülent Korkmaz Handan Biroglu | Compound Team | 1335          | 3             | —           | —        | —               | —             | Brasilien     | 147:145       | Volksrepublik China | 139:149       | Südkorea      | 128:138       | 4    |
| Sadik Savas Merve Nur Eroglu  | Recurve Team  | 1148          | 10            | —           | —        | Thailand        | 3:5           | ausgeschieden | ausgeschieden | ausgeschieden       | ausgeschieden | ausgeschieden | ausgeschieden | 9    |

### 5er-Fußball
| Wettbewerb       | Männer |
| ---------------- | --- |
| Athleten         | Ercan Bayraktar Coban Celal Kahraman Kurbetoglu Emrah Ocal Abdullah Sumer Ibrahim Uzum Hasan Satay Recep Aydeniz |
| Gruppenphase     | Iran (0:0) Brasilien (0:2) Marokko (1:1)                                                                         |
| Spiel um Platz 5 | Spanien (0:0), (1:0)                                                                                             |
| Rang             | 5 |

### Goalball
| Wettbewerb    | Männer                                                                                    | Frauen                                                                           |
| ------------- | ----------------------------------------------------------------------------------------- | -------------------------------------------------------------------------------- |
| Athleten      | Tuncay Karakaya Huseyin Alkan Abdullah Aydogdu Ekrem Gundogdu Sercan Kaya Yunusemre Akyuz | Sumeyye Ozcan Gulsah Duzgun Sevda Altunoluk Buket Atalay Nese Mercan Seda Yildiz |
| Gruppenphase  | Finnland (8:5) Volksrepublik China (3:10) Vereinigte Staaten (6:3) Litauen (3:5)          | Kanada (12:4) Volksrepublik China (7:2) Australien (12:2) Ukraine (6:3)          |
| Viertelfinale | Schweden (1:5)                                                                            | Israel (15:5)                                                                    |
| Halbfinale    | ausgeschieden                                                                             | Vereinigte Staaten (11:1)                                                        |
| Finale        | —                                                                                         | Volksrepublik China (4:1)                                                        |
| Rang          | 5                                                                                         | Gold                                                                             |

### Judo
| Athleten          | Wettbewerb         | 1. Runde        | 1. Runde | 1. Hoffnungsrunde | 1. Hoffnungsrunde | Viertelfinale | Viertelfinale | 2. Hoffnungsrunde | 2. Hoffnungsrunde | Halbfinale    | Halbfinale    | Kampf um Gold/Bronze | Kampf um Gold/Bronze | Rang |
| Athleten          | Wettbewerb         | Gegner          | Erg.     | Gegner            | Erg.              | Gegner        | Erg.          | Gegner            | Erg.              | Gegner        | Erg.          | Gegner               | Erg.                 | Rang |
| ----------------- | ------------------ | --------------- | -------- | ----------------- | ----------------- | ------------- | ------------- | ----------------- | ----------------- | ------------- | ------------- | -------------------- | -------------------- | ---- |
| Männer            |                    |                 |          |                   |                   |               |               |                   |                   |               |               |                      |                      |      |
| Ibrahim Bolukbasi | Klasse bis 100 kg  | T. Papachristos | 100:0    | —                 | —                 | S. Sharipov   | 0:100         | C. Skelley        | 02:01             | —             | —             | ausgeschieden        | ausgeschieden        | 7    |
| Dursun Hayran     | Klasse über 100 kg | K. Masaki       | 0:100    | J. Hodgson        | 0:100             | ausgeschieden | ausgeschieden | ausgeschieden     | ausgeschieden     | ausgeschieden | ausgeschieden | ausgeschieden        | ausgeschieden        | 9    |
| Frauen            |                    |                 |          |                   |                   |               |               |                   |                   |               |               |                      |                      |      |
| Ecem Tasin        | Klasse bis 48 kg   | —               | —        | —                 | —                 | C. Brussig    | 0:100         | K. Cardoso        | 100:0             | —             | —             | Lee K. L.            | 010:002              |      |
| Mesme Tasbag      | Klasse über 70 kg  | —               | —        | —                 | —                 | Yanping Y.    | 0:111         | S. Chung          | 100:0             | —             | —             | A. Kachan            | 01:03                |      |

### Leichtathletik
Laufen
| Athleten                                              | Wettbewerb     | Vorlauf     | Vorlauf | Halbfinale | Halbfinale | Finale        | Finale        | Rang |
| Athleten                                              | Wettbewerb     | Zeit        | Rang    | Zeit       | Rang       | Zeit          | Rang          | Rang |
| ----------------------------------------------------- | -------------- | ----------- | ------- | ---------- | ---------- | ------------- | ------------- | ---- |
| Männer                                                |                |             |         |            |            |               |               |      |
| Mehmet Tunç Guide: Arda Eris                          | 200 m T11      | 24,04 s     | 2       | DSQ        | DSQ        | ausgeschieden | ausgeschieden | 8    |
| Mehmet Tunç Guide: Arda Eris                          | 400 m T11      | 53,19 s     | 2       | —          | —          | ausgeschieden | ausgeschieden | 7    |
| Semih Deniz Guide: Muhammed Emin Tan                  | 1500 m T11     | 4:11,75 min | 3       | —          | —          | 4:05,42 min   | 3             |      |
| Hasan Huseyin Kacar Guide: Erdi Aksu                  | 1500 m T11     | DSQ         | DSQ     | —          | —          | ausgeschieden | ausgeschieden | DSQ  |
| Hasan Huseyin Kacar Guide: Erdi Aksu                  | 5000 m T11     | —           | —       | —          | —          | 15:49,52 min  | 4             | 4    |
| Frauen                                                |                |             |         |            |            |               |               |      |
| Hamide Kurt                                           | 100 m T53      | 17,09 s     | 3       | —          | —          | 117,01 s      | 4             | 4    |
| Zeynep Acet                                           | 100 m T53      | 19,26 s     | 5       | —          | —          | ausgeschieden | ausgeschieden | 9    |
| Zubeyde Supurgeci                                     | 100 m T54      | 17,93 s     | 5       | —          | —          | ausgeschieden | ausgeschieden | 9    |
| Hamide Kurt                                           | 400 m T53      | 56,72 s     | 3       | —          | —          | 57,61 s       | 6             | 6    |
| Zeynep Acet                                           | 400 m T53      | 1:08,77 min | 7       | —          | —          | ausgeschieden | ausgeschieden | 13   |
| Zubeyde Supurgeci                                     | 400 m T54      | 1:04,29 min | 6       | —          | —          | ausgeschieden | ausgeschieden | 13   |
| Hamide Kurt                                           | 800 m T53      | 1:50,33 min | 5       | —          | —          | 1:52,78 min   | 8             | 8    |
| Zubeyde Supurgeci                                     | 800 m T54      | 2:07,63 min | 7       | —          | —          | ausgeschieden | ausgeschieden | 14   |
| Oznur Alumur Guide: Ahmed Tas                         | 1500 m T11     | 5:14,19 min | 4       | —          | —          | ausgeschieden | ausgeschieden | 7    |
| Hamide Kurt Zubeyde Supurgeci Zeynep Acet Nursah Usta | 4x400 m T52-54 | —           | —       | —          | —          | DSQ           | DSQ           | DSQ  |

Springen und Werfen
| Athleten          | Wettbewerb       | Finale  | Finale | Rang |
| Athleten          | Wettbewerb       | Weite   | Rang   | Rang |
| ----------------- | ---------------- | ------- | ------ | ---- |
| Männer            |                  |         |        |      |
| Mehmet Tunç       | Weitsprung T11   | 5,66 m  | 8      | 8    |
| Frauen            |                  |         |        |      |
| Busra Nur Tirikli | Diskuswerfen F11 | 25,65 m | 8      | 8    |
| Mihriban Kaya     | Kugelstoßen F20  | 10,16 m | 11     | 11   |

### Powerlifting (Bankdrücken)
| Athleten         | Wettbewerb | Ergebnis | Rang |
| ---------------- | ---------- | -------- | ---- |
| Frauen           |            |          |      |
| Nazmiye Muratli  | bis 41 kg  | 104 kg   | Gold |
| Sibel Cam        | bis 55 kg  | 85 kg    | 9    |
| Dilfiroz Kuzdagi | bis 67 kg  | NVL      | NVL  |

### Rollstuhlbasketball
| Wettbewerb    | Männer |
| ------------- | --- |
| Athleten      | Deniz Acar Ismail Ar Kaan Dalay Cem Gezinci Ferit Gumus Fikri Gundogdu Ozgur Gurbulak Kaan Safak Ugur Toprak Yasin Cirgaoglu Selim Sayak Ibrahim Yavuz |
| Gruppenphase  | Japan (65:49) Australien (60:62) Spanien (68:65) Niederlande (67:50) Kanada (67:46)                                                                    |
| Viertelfinale | Brasilien (65:49) |
| Halbfinale    | Vereinigte Staaten (54:74) |
| Finale        | Vereinigtes Königreich (76:82) |
| Rang          | 4 |

### Rollstuhltennis
| Athleten | Wettbewerb | 1. Runde | 1. Runde | 2. Runde  | 2. Runde | Achtelfinale  | Achtelfinale  | Viertelfinale | Viertelfinale | Halbfinale    | Halbfinale    | Finale / Platz 3 | Finale / Platz 3 | Rang |
| Athleten | Wettbewerb | Gegner   | Ergebnis | Gegner    | Ergebnis | Gegner        | Ergebnis      | Gegner        | Ergebnis      | Gegner        | Ergebnis      | Gegner           | Ergebnis         | Rang |
| -------- | ---------- | -------- | -------- | --------- | -------- | ------------- | ------------- | ------------- | ------------- | ------------- | ------------- | ---------------- | ---------------- | ---- |
| Frauen   |            |          |          |           |          |               |               |               |               |               |               |                  |                  |      |
| Busra Un | Einzel     | —        | —        | N. Mayara | 1:6, 0:6 | ausgeschieden | ausgeschieden | ausgeschieden | ausgeschieden | ausgeschieden | ausgeschieden | ausgeschieden    | ausgeschieden    | 17   |

### Schießen
| Athleten            | Wettbewerb                  | Qualifikation   | Qualifikation | Finale          | Finale        | Rang   |
| Athleten            | Wettbewerb                  | Ringe/ Scheiben | Rang          | Ringe/ Scheiben | Rang          | Rang   |
| ------------------- | --------------------------- | --------------- | ------------- | --------------- | ------------- | ------ |
| Männer              |                             |                 |               |                 |               |        |
| Korhan Yamac        | 10 m Luftpistole SH1        | 560             | 7             | 71,7            | 8             | 8      |
| Murat Oguz          | 10 m Luftpistole SH1        | 554             | 20            | ausgeschieden   | ausgeschieden | 20     |
| Cevat Karagol       | 10 m Luftpistole SH1        | 548             | 28            | ausgeschieden   | ausgeschieden | 28     |
| Savas Ustun         | 10 m Luftgewehr stehend SH1 | 604,1           | 17            | ausgeschieden   | ausgeschieden | 17     |
| Frauen              |                             |                 |               |                 |               |        |
| Aysegul Pehlivanlar | 10 m Luftpistole SH1        | 368             | 6             | 172,3           | 3             | Bronze |
| Aysel Özgan         | 10 m Luftpistole SH1        | 366             | 7             | 110,1           | 6             | 6      |
| Suzan Çevik         | 10 m Luftgewehr stehend SH1 | 402,7           | 9             | ausgeschieden   | ausgeschieden | 9      |
| Cagla Atakal        | 10 m Luftgewehr stehend SH1 | 400,2           | 13            | ausgeschieden   | ausgeschieden | 13     |
| Mixed               |                             |                 |               |                 |               |        |
| Korhan Yamac        | 25 m Sportpistole SH1       | 563             | 10            | ausgeschieden   | ausgeschieden | 10     |
| Murat Oguz          | 25 m Sportpistole SH1       | DNF             | DNF           | ausgeschieden   | ausgeschieden | DNF    |
| Korhan Yamac        | 50 m freie Pistole SH1      | 521             | 15            | ausgeschieden   | ausgeschieden | 15     |
| Cevat Karagol       | 50 m freie Pistole SH1      | 538             | 2             | 80,2            | 7             | 7      |
| Aysel Özgan         | 50 m freie Pistole SH1      | 505             | 26            | ausgeschieden   | ausgeschieden | 26     |
| Savas Ustun         | 10 m Luftgewehr liegend SH1 | 627,9           | 25            | ausgeschieden   | ausgeschieden | 25     |
| Suzan Çevik         | 10 m Luftgewehr liegend SH1 | 617,7           | 43            | ausgeschieden   | ausgeschieden | 43     |
| Cagla Atakal        | 10 m Luftgewehr liegend SH1 | 619,1           | 39            | ausgeschieden   | ausgeschieden | 39     |
| Hakan Çevik         | 10 m Luftgewehr liegend SH2 | 631,9           | 14            | ausgeschieden   | ausgeschieden | 14     |
| Hakan Çevik         | 10 m Luftgewehr stehend SH2 | 624,1           | 19            | ausgeschieden   | ausgeschieden | 19     |
| Savas Ustun         | 50 m Gewehr liegend SH1     | 606,1           | 28            | ausgeschieden   | ausgeschieden | 28     |

### Schwimmen
| Athleten         | Wettbewerb            | Vorlauf     | Vorlauf | Finale        | Finale        | Rang |
| Athleten         | Wettbewerb            | Zeit        | Rang    | Zeit          | Rang          | Rang |
| ---------------- | --------------------- | ----------- | ------- | ------------- | ------------- | ---- |
| Männer           |                       |             |         |               |               |      |
| Beytullah Eroglu | 50 m Rücken S5        | 40,47 s     | 5       | 41,31 s       | 6             | 6    |
| Beytullah Eroglu | 50 m Schmetterling S5 | 38,61 s     | 5       | 38,70 s       | 5             | 5    |
| Frauen           |                       |             |         |               |               |      |
| Ozlem Kaya       | 100 m Brust SB6       | 1:52,15 min | 11      | ausgeschieden | ausgeschieden | 11   |
| Ozlem Kaya       | 50 m Schmetterling S6 | 40,65 s     | 6       | 40,60 s       | 6             | 6    |
| Ozlem Kaya       | 50 m Freistil S6      | 39,20 s     | 17      | ausgeschieden | ausgeschieden | 17   |
| Sevilay Öztürk   | 50 m Schmetterling S5 | 49,94 s     | 6       | 50,89 s       | 8             | 8    |

### Tischtennis
| Athleten                                | Wettbewerb       | Gruppenphase       | Gruppenphase | Achtelfinale   | Achtelfinale  | Viertelfinale       | Viertelfinale | Halbfinale        | Halbfinale    | Finale              | Finale        | Rang |
| Athleten                                | Wettbewerb       | Gegner             | Erg.         | Gegner         | Erg.          | Gegner              | Erg.          | Gegner            | Erg.          | Gegner              | Erg.          | Rang |
| --------------------------------------- | ---------------- | ------------------ | ------------ | -------------- | ------------- | ------------------- | ------------- | ----------------- | ------------- | ------------------- | ------------- | ---- |
| Männer                                  |                  |                    |              |                |               |                     |               |                   |               |                     |               |      |
| Abdullah Öztürk                         | Einzel C4        | S. Siada           | 3:0          | —              | —             | Choi I.-s.          | 3:2           | M. Thomas         | 3:2           | Guo X.              | 3:1           |      |
| Abdullah Öztürk                         | Einzel C4        | Guo X.             | 3:1          | —              | —             | Choi I.-s.          | 3:2           | M. Thomas         | 3:2           | Guo X.              | 3:1           |      |
| Nesim Turan                             | Einzel C4        | E. Gomez           | 3:0          | Kim J.-g.      | 3:1           | R. Lis              | 3:2           | Guo X.            | 1:3           | M. Thomas           | 0:3           | 4    |
| Nesim Turan                             | Einzel C4        | S. Saleh           | 3:1          | Kim J.-g.      | 3:1           | R. Lis              | 3:2           | Guo X.            | 1:3           | M. Thomas           | 0:3           | 4    |
| Suleyman Vural                          | Einzel C4        | Choi I.-s.         | 0:3          | ausgeschieden  | ausgeschieden | ausgeschieden       | ausgeschieden | ausgeschieden     | ausgeschieden | ausgeschieden       | ausgeschieden | 13   |
| Suleyman Vural                          | Einzel C4        | R. Lis             | DNS          | ausgeschieden  | ausgeschieden | ausgeschieden       | ausgeschieden | ausgeschieden     | ausgeschieden | ausgeschieden       | ausgeschieden | 13   |
| Ali Öztürk                              | Einzel C5        | H. Tolba           | 1:3          | ausgeschieden  | ausgeschieden | ausgeschieden       | ausgeschieden | ausgeschieden     | ausgeschieden | ausgeschieden       | ausgeschieden | 11   |
| Ali Öztürk                              | Einzel C5        | Lin Y.-H.          | 1:3          | ausgeschieden  | ausgeschieden | ausgeschieden       | ausgeschieden | ausgeschieden     | ausgeschieden | ausgeschieden       | ausgeschieden | 11   |
| Abdullah Öztürk Ali Öztürk Nesim Turan  | Mannschaft C4-5  | —                  | —            | —              | —             | Nigeria             | 2:0           | Chinesisch Taipeh | 0:2           | Volksrepublik China | 2:1           |      |
| Frauen                                  |                  |                    |              |                |               |                     |               |                   |               |                     |               |      |
| Hatice Duman                            | Einzel C3        | Li Qian            | 0:3          | Andela Muzinic | 1:3           | ausgeschieden       | ausgeschieden | ausgeschieden     | ausgeschieden | ausgeschieden       | ausgeschieden | 9    |
| Hatice Duman                            | Einzel C3        | L. Campbell        | 3:2          | Andela Muzinic | 1:3           | ausgeschieden       | ausgeschieden | ausgeschieden     | ausgeschieden | ausgeschieden       | ausgeschieden | 9    |
| Nergiz Altintas                         | Einzel C4        | Zhou Y.            | 0:3          | —              | —             | Zhang M.            | 0:3           | ausgeschieden     | ausgeschieden | ausgeschieden       | ausgeschieden | 5    |
| Nergiz Altintas                         | Einzel C4        | Kang O.            | 3:2          | —              | —             | Zhang M.            | 0:3           | ausgeschieden     | ausgeschieden | ausgeschieden       | ausgeschieden | 5    |
| Kubra Korkut                            | Einzel C7        | F. Mahmoud         | 3:0          | —              | —             | —                   | —             | Kim S.-ok         | 3:1           | K. van Zon          | 0:3           |      |
| Kubra Korkut                            | Einzel C7        | K. van Zon         | 1:3          | —              | —             | —                   | —             | Kim S.-ok         | 3:1           | K. van Zon          | 0:3           |      |
| Kubra Korkut                            | Einzel C7        | G. Munoz           | 3:0          | —              | —             | —                   | —             | Kim S.-ok         | 3:1           | K. van Zon          | 0:3           |      |
| Neslihan Kavas                          | Einzel C9        | J. Marques Parinos | 3:0          | —              | —             | —                   | —             | ausgeschieden     | ausgeschieden | ausgeschieden       | ausgeschieden | 5    |
| Neslihan Kavas                          | Einzel C9        | Lei Lina           | 1:3          | —              | —             | —                   | —             | ausgeschieden     | ausgeschieden | ausgeschieden       | ausgeschieden | 5    |
| Neslihan Kavas                          | Einzel C9        | Liu Meng           | 2:3          | —              | —             | —                   | —             | ausgeschieden     | ausgeschieden | ausgeschieden       | ausgeschieden | 5    |
| Umran Ertis                             | Einzel C10       | M. Tapper          | 1:3          | —              | —             | —                   | —             | ausgeschieden     | ausgeschieden | ausgeschieden       | ausgeschieden | 7    |
| Umran Ertis                             | Einzel C10       | S. Walloe          | 0:3          | —              | —             | —                   | —             | ausgeschieden     | ausgeschieden | ausgeschieden       | ausgeschieden | 7    |
| Umran Ertis                             | Einzel C10       | N. Partyka         | 0:3          | —              | —             | —                   | —             | ausgeschieden     | ausgeschieden | ausgeschieden       | ausgeschieden | 7    |
| Nergiz Altintas Hatice Duman            | Mannschaft C4-5  | —                  | —            | Israel         | 2:0           | Volksrepublik China | 0:2           | ausgeschieden     | ausgeschieden | ausgeschieden       | ausgeschieden | 5    |
| Umran Ertis Neslihan Kavas Kubra Korkut | Mannschaft C6-10 | —                  | —            | —              | —             | Australien          | 0:2           | ausgeschieden     | ausgeschieden | ausgeschieden       | ausgeschieden | 5    |